# Kolesarski trenažer
Kolesarski trenažer je oprema, ki omogoča kolesarjenje na mestu. Pogosto se uporabljajo za ogrevanja pred tekmo ali za treniranje v prostoru ko nam zunanje razmere ne omogočajo kolesarjenja.
- Hidrodinamičen trenažer

deluje z velikim vztrajnikom, potopljenim v olju, ki omogoča visoko stopnjo upornosti. Trenažer odpornost samodejno poveča s povečanjem hitrosti. Ko boste na kolesu dali v nižjo ali višjo prestavo, se bo s tem povečala ali zmanjšala tudi odpornost trenažerja in s tem poskrbela za še bolj resnično izkušnjo.
- Magnetni trenažer

deluje s pomočjo nasprotnih magnetnih polj in ustvarja upor. Notranji vztrajnik iz magnetov nastavljamo z zunanjo enoto in premikamo magnete da tako ustvarimo želeno upornost. 
- Valji

So najstarejša oblika kolesarskih trenažerjev. Sestavljeni so iz treh valjev na katerih je postavljeno kolo, nekateri novejši modeli imajo tudi magnetno zavoro za uravnavanje upornosti. 
- pametni trenažerji[mrtva povezava]

so ponavadi povezani z neko aplikacijo ki nam nadzira upornost. Princip delovanja je podoben magnetnim trenažerjem, le da tu upornosti ne nastavlja uporabnik ampak trenažer s pomočjo električnega toka in podatkov ki jih dobi iz aplikacije.